# تيار مائي

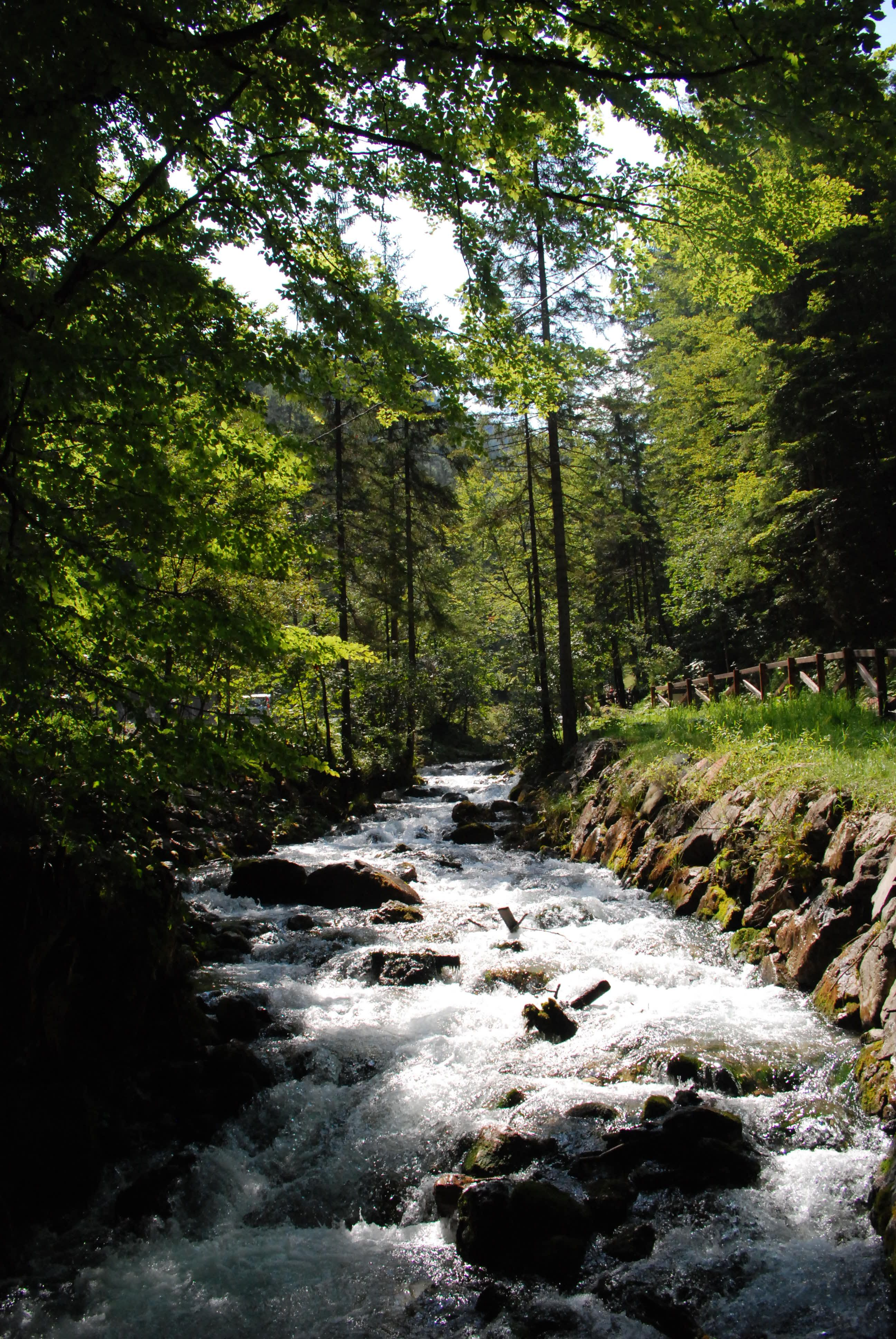
تيار مائي صخري في إيطاليا

التيار المائي هو جسم من الماء تتدفق فيه المياه السطحية داخل القاع وعلى ضفاف القناة. يشمل التيار تدفقات المياه السطحية والجوفية التي تستجيب للضوابط الجيولوجية والجيومورفولوجية والهيدرولوجية والبيولوجية.
اعتمادًا على موقعه أو خصائصه المعينة، قد تتم الإشارة إلى الدفق بواسطة مجموعة متنوعة من الأسماء المحلية أو الإقليمية. تيارات كبيرة طويلة تسمى عادة الأنهار.
التيارات مهمة كقنوات في دورة المياه، وأدوات في تغذية المياه الجوفية، وممرات لهجرة الأسماك والحياة البرية. تسمى الموائل البيولوجية في المنطقة المجاورة مباشرة لتيار ما بمنطقة مشاطئة. ونظرا للوضع المستمر من انقراض الهولوسين، فإن الجداول تلعب دور مهم الممر في ربط الموائل المجزأة، وبالتالي في الحفاظ على التنوع البيولوجي. تُعرف دراسة الجداول والمجاري المائية بشكل عام باسم الهيدرولوجيا السطحية وهي عنصر أساسي في الجغرافيا البيئية.